# Altranstädt
Altranstädt er en by i Sachsen, Tyskland. Den har siden 1951 været en del af kommunen Grosslehna cirka 10 kilometer vest for Leipzig. Byen er kendt for freden i Altranstädt i 1706 mellem Karl 12. af Sverige og August den stærke. Karl 12. havde sit hovedkvarter her 1706–1707.